# Суспільне Запоріжжя
«Суспільне Запоріжжя» (Філія АТ «НСТУ» «Запорізька регіональна дирекція») — українська регіональна суспільна телерадіокомпанія, філія Національної суспільної телерадіокомпанії України, до якої входять однойменний телеканал, радіоканал «Українське радіо Запоріжжя» та діджитал-платформи, які мовлять на території Запорізької області.

## Історія
Запорізька обласна державна телерадіокомпанія розпочала свою роботу у 1939 році. Тоді 25 лютого 1939 року було запущено обласне радіо.
Відкриття Запорізької телевізійно-ретрансляційної станції — технічного будинку та 180-метрової телевізійної вежі відбулося 12 жовтня 1958 року. Спочатку вона ретранслювала передачі телевізійних центрів Дніпропетровська і Харкова. 4 серпня 1959 року відбулася перша телепередача із студії телецентру. Запорізьке телебачення показало свою першу передачу «Добрий вечір!».
На початку 1960-х років телестудія мала всі основні редакції: інформаційну, суспільно-політичну, молодіжну, художню, дитячу та інші.
У 1961 році студія була підключена до системи ЦТ СРСР. Перш за все, це були регулярні включення «ТБ-Запоріжжя» у щоденній інформаційно-аналітичній програмі «Естафета новин». На замовлення ЦТ, студія готувала близько 50 сценарних програм, найкращі з яких були показані по системі «Інтербачення». Колектив ЗОТРК продовжував співробітництво з ЦТ до кінця 1980-х років.
16 квітня 2018 року телеканал розпочав мовити у широкоформатному мовленні 16:9.
З 2017 року телерадіокомпанія є філією Суспільного мовлення — Національної суспільної телерадіокомпанії України.
22 липня 2019 року філія отримала назву «UA: Запоріжжя», замість «Запоріжжя».
23 травня 2022 року, з оновленням дизайн-системи брендів НСТУ, телерадіокомпанія змінила назву на «Суспільне Запоріжжя».
З 20 листопада по 18 грудня 2022 року телеканал філії транслював Чемпіонат світу з футболу 2022.

## Телебачення
«Суспільне Запоріжжя» — український регіональний суспільний телеканал, який мовить на території Запорізької області.

### Наповнення етеру
Етерне наповнення мовника — інформаційні, соціально-публіцистичні та культурно-мистецькі програми виробництва творчих об'єднань НСТУ та «Суспільне Запоріжжя».

#### Програми
- «Суспільне. Студія»
- «Суспільне Новини»
- «Суспільне Спорт»
- «Тиждень. Запоріжжя»

### Архівні програми
- «Суспільне. Спротив»
- «Ранок на Суспільному»
- «Козацька звитяга»
- «Дебати Запоріжжя»

### Мовлення
Передача цифрового мовлення телеканалу відбувається в мультиплексі MX-5 (DVB-T2) у форматі 1080i 16:9 (HDTV). Трансляція мовника також доступна на сайті «Суспільне Запоріжжя» в розділі «Онлайн».

#### На чужих частотах
За часів СРСР телеканал проводив мовлення на частоті УТ.
Наприкінці 90-х мовлення перейшло на «Інтер» і канал мовив по буднях в денному ефірі до 18:00 (після перерви на «Інтері» з 13:00 до 15-16 годин), і у вихідні з 7:00 до 9:00.
У 2002 році після отримання «Інтером» ліцензії на цілодобове мовлення, мовлення ЗОТРК перейшло на «Перший Національний» щодня з 17:00 до 19:00.
1 серпня 2003 «Запоріжжя» почало мовити на частоті «1+1» щодня з 12:00 до 14:00. На початку вересня 2004 року 1+1 отримало ліцензію на цілодобове мовлення, і після цього мовлення «Запоріжжя» на частотах загальнонаціональних телеканалів припинилося. До того часу канал вже мовив на своїй власній частоті.

#### Навласній частоті
Наприкінці 90-х телеканал почав мовити на власній частоті щодня з 18:00 до 23:00.
З 29 грудня 2000 року почалось ранкове мовлення з 9:00. Вечірній ефір по вихідних починався в 16:00 або з 17:00 і закінчувався близько 23:00. 31 грудня, 1 січня і в інші святкові дні денних перерв не було, а 31 грудня ефір закінчувався після 4:00.
З 1 січня 2003 року мовлення починалося о 7:00 (по вихідних о 8:00) і закінчувалося після півночі. До 11 липня 2006 частину ефіру займала ретрансляція каналу «Тоніс».
У 2004 році час мовлення зріс з 6:00 до 2:40.
З 12 липня 2006 час мовлення змінюється з 7:00 до 1:00 у зв'язку з початком ретрансляції каналу «УТР», обсяг програм якого займає близько 8:00.
Згодом телеканал мовить цілодобово.
3 січня 2018 телеканал розпочав мовити з 07:00 - 10:00 та з 13:30 - 21:00.
З 1 січня 2019 - з 7:00 до 23:00.

## Радіо
У Запорізькій області НСТУ мовить на радіоканалі «Українське радіо Запоріжжя».

### Наповнення етеру

#### Програми
- «РадіоДень. Між нами»

## Діджитал
У діджиталі телерадіокомпанія «Суспільне Запоріжжя» представлена вебсайтом та сторінками у Facebook, Instagram, YouTube та Telegram. Крім того, на сайті «Суспільне Новини» є розділ про новини Запоріжчини.
Станом на лютий 2023 року сумарна авдиторія «Суспільне Запоріжжя» в соцмережах налічує близько 160 тисяч підписників.

## Логотипи
Телерадіокомпанія змінила 2 логотипи. Нинішній — 3-й за рахунком.
| Логотип | Опис                                                        |
| ------- | ----------------------------------------------------------- |
|         | Логотип з 2000-них років до 31 липня 2019 року              |
|         | Логотип радіостанції з 2000-них років до 31 липня 2019 року |
|         | Логотип з 1 серпня 2019 до 22 травня 2022 року              |
|         | Логотип з 23 травня 2022 року дотепер                       |

### Хронологія назв
| Дата        | Назва                 |
| ----------- | --------------------- |
| 2000-і—2019 | «Запоріжжя»           |
| 2019—2022   | «UA: Запоріжжя»       |
| з 2022      | «Суспільне Запоріжжя» |

## Покриття
Цифрове мовлення
- Запоріжжя  - 57 ТВК (потужність передавача 0,5 кВт)
- Новомиколаївка  - 42 ТВК (потужність передавача 0,2 кВт)

Перелік технічних засобів цифрового мовлення та територія розповсюдження програм «Суспільне Запоріжжя»:
- Запоріжжя. 	57 канал. Потужність передавача - 0.5 кВт
- Новомиколаївка. 	42 канал. Потужність передавача - 0.2 кВт

Перелік технічних засобів мовлення «Українське радіо Запоріжжя»:
- Запоріжжя. Частота 103,7 МГц. Потужність передавача 1 кВт